# Ulderup & Schlüter
Ulderup & Schlüter war eine deutsche Werft in Hongkong, die von 1906 bis 1914 bestand und Motorboote, kleinere Fahrzeuge für die Küstenschifffahrt und für die Kolonialverwaltung in Deutsch-Neuguinea baute.

## Geschichte
Der deutsche Ingenieur Johannes P. Ulderup und sein Landsmann, der Kaufmann Carl Schlüter, gründeten 1906 in Hongkong ein Unternehmen als Handelshaus, Agenten für technische Dienstleistungen und als Bootsbauer für Motorboote. Den Firmensitz bezogen sie in der Connaught Road nahe der heutigen Fährterminals. Das eigentliche Werftgelände lag im Sham Shui Po District.
Gleichzeitig war das Unternehmen der lokale Vertreter des schwedischen Motorenherstellers Bolinder. Dieser war damals mit seinen zuverlässigen und sparsamen Zweitaktmotoren für Boote einer der Marktführer. So verkaufte Ulderup & Schlüter 1908 mehrere 50-PS-Zweizylinder-Motoren von Bolinder für zwei Motorboote aus Hongkong, die als Fähren zwischen Chaoyang und Kueisu verkehrten. Die Motoren wurden direkt auf der hauseigenen Werft in die Boote eingebaut.
Insgesamt liegen zu Werft nur vereinzelte Informationen vor. Zahlen über Schiffsneubauten sind für Jahre 1908 bis 1911 überliefert: 1909 baute die Werft 17 Fahrzeuge mit 146 BRT, 1910 dann 2 Fahrzeuge mit 317 BRT und im Jahr 1911 zusammen 30 Boote und Schiffe mit 408 BRT. Der Durchschnitt dieser gebauten Tonnage deutet vor allem auf kleinere Boote hin, daneben spielten auch kleinere Schiffe eine Rolle. Einer der größeren Kunden der Werft war die deutsche Kolonialverwaltung in Deutsch-Neuguinea und andere deutsche Auftraggeber. Für sie baute Ulderup & Schlüter 1909 den Schoner Orion (45 BRT), 1910 den Dampfer Madang (194 BRT), 1911 den Dampfer Buka (58 BRT), 1912 den Dampfer Kolonialgesellschaft (73 BRT) und 1913 das Motorboot Rabaul (5 BRT). Von diesen Bauten überstanden die meisten den Ersten Weltkrieg nicht. Das Ende der Werft kam mit Beginn des Ersten Weltkrieges, als die britischen Behörden das Unternehmen beschlagnahmten und die Besitzer enteigneten.

## Bauliste (Auswahl)
Eine Bauliste der Werft liegt nicht vor. Nachgewiesen sind folgende Boote und Schiffe:
| Name                 | Jahr | Schiffstyp  | Vermessung | Auftraggeber                       | Anmerkungen |
| -------------------- | ---- | ----------- | ---------- | ---------------------------------- | --- |
| Johanna              | 1909 | Motoryacht  | ?          |                                    | 6-Meter-Motorboot, das 1924 in Amsterdam auf eine Privatperson registriert war; weiteres unklar.                                                                            |
| Orion                | 1909 | Schoner     | 45 BRT     | Jaluit-Gesellschaft                | Einsatz im Küstenhandel der Jaluit-Gesellschaft im Pazifik, während des Aufstandes auf Ponape 1910 von der Kolonialverwaltung requiriert; 1914 jap. Beute, Verbleib unklar. |
| Madang               | 1910 | Dampfschiff | 194 BRT    | Neuguinea-Kompagnie                | Einsatz im Küstenverkehr von Deutsch-Neuguinea; 1914 von Australien übernommen und nach Rabaul verlegt; Verbleib unbekannt.                                                 |
| Buka                 | 1911 | Dampfschiff | 58 BRT     | Gouvernement von Deutsch-Neuguinea | Einsatz im Stationsdienst der Salomon-Inseln; 1914 selbst versenkt. |
| Kolonialgesellschaft | 1912 | Dampfschiff | 73 BRT     | Deutsche Kolonialgesellschaft      | Neubau für die Kaiserin-Augusta-Fluss-Expedition von 1912/13 in Neuguinea, 1914 selbst versenkt.                                                                            |
| Rabaul               | 1913 | Motorboot   | 5 BRT      | Gouvernement von Deutsch-Neuguinea | Stationsboot in Rabaul des Landesfiscus in Deutsch-Neuguinea, Verbleib unbekannt.                                                                                           |